# 佩切西基
49°31′46″N 27°6′10″E / 49.52944°N 27.10278°E
佩切斯基（烏克蘭語：Печеськи）是位於烏克蘭西部的村莊，由赫梅利尼茨基州裡赫梅利尼茨基區的利索維-赫里尼夫齊市鎮負責管轄。該村面積0.74平方公里，海拔高度312米，2001年人口398，人口密度每平方公里54人。